# Delloreen Ennis-London
Delloreen Alverna Ennis-London, jamajška atletinja, * 5. marec 1975, Macca Tree, Jamajka.
Nastopila je na poletnih olimpijskih igrah v letih 2000, 2004 in 2008, dosegla je četrto in peto mesto v teku na 100 m z ovirami. Na svetovnih prvenstvih je v isti disciplini osvojila srebrno medaljo 2005 ter bronasti medalji v letih 2007 in 2009, na panameriških igrah naslov prvakinje leta 2007, na igrah Skupnosti narodov pa bronasto medaljo leta 2006. 